# Palacio Bolchini
El Palacio Bolchini (Palazzo Bolchini en italiano) es un palacio histórico de Milán en Italia situado en el n.º 3  de la piazza Filippo Meda.

## Historia
El edificio fue construido entre el 1927 y el 1930 según el proyecto de Pier Giulio Magistretti.

## Descripción
El palacio presenta un estilo art déco mixto a elementos neoclásicos que recogen los de la cercana piazza Belgioioso y que se traducen en el uso de obeliscos, estatuas y balaustradas para la decoración del último piso.
El edificio posee también un gran porche en la planta baja, revestido con placas de ceppo gris, utilizadas también al primer piso. Los niveles superiores presentan una fachada en yeso. Además, el segundo piso dispone de otras decoraciones como ventanas con marcos y tímpanos mixtilíneos.